# Crew resource management
Crew resource management (CRM) —  управление возможностями экипажа — методика обучения персонала в таких сферах деятельности, в которых человеческая ошибка может привести к катастрофе. CRM акцентируется не на технических знаниях, а на взаимоотношении членов команды или экипажа в одной кабине, включая лидерство и принятие решений.
Изначально данная методика применялась в авиации, а впоследствии была внедрена и в других службах, включая пожарную и морскую (Bridge Resource Management или Maritime Resource Management).

## Применение
Методика обучения экипажей взаимодействовать друг с другом появилась после проведённого в 1979 году NASA семинара по вопросам о повышении безопасности полётов. Исследования NASA показали, что причиной большинства авиакатастроф послужил человеческий фактор, включая проблемы во взаимоотношениях. Примером может служить крупнейшая в истории авиакатастрофа 1977 года на острове Тенерифе (столкновение на ВПП двух B747), которая произошла отчасти из-за того, что первый и второй пилот проигнорировали сомнения бортинженера в том, что полоса свободна, понадеявшись на свой опыт.
В 1981 году United Airlines стала первой авиакомпанией, внедрившей CRM для обучения своих лётных экипажей. Через 8 лет это дало свои плоды. 19 июля 1989 года произошла катастрофа DC-10 в Су-Сити. Авиалайнер выполнял рейс 232, когда произошло разрушение ротора среднего двигателя, обломки которого пробили горизонтальное оперение, тем самым повредив все три гидросистемы и таким образом лишив пилотов возможности управлять самолётом с помощью штурвала. Никаких инструкций для данной ситуации тогда не существовало, но в салоне в это время летел пилот-инструктор, который предложил свою помощь, на что экипаж согласился. По счастливому совпадению, пилот-инструктор как раз незадолго до этого участвовал в исследованиях, посвящённых изучению управлению самолётов с помощью одних только двигателей. Вместе они сумели выровнять самолёт и посадить его в Су-Сити. И хотя при посадке самолёт всё же разбился, в результате чего погибли 111 человек, 185 остальных (включая всех находящихся в кабине), то есть почти 2/3, остались живы. Впоследствии капитан Альфред Хайнес, пилотировавший данный рейс, на этот счёт даже заявил:

… подготовка, которая помогла команде, … называлась управлением возможностями экипажа… Вплоть до 1980 года мы нередко работали на убеждении об авторитете капитана самолёта. То, что он сказал, то и будет. И из-за этого мы потеряли несколько самолётов. Но иногда капитан на самом деле не так умён, как мы думаем. Мы слушали бы его и сделали бы то, что он сказал, но мы бы не понимали, о чём он говорит. Там в кабине на всех нас, пытающихся посадить самолёт, приходилось 103 года лётного опыта, но ни у кого не было и одной минуты реальной практики в подобных условиях. Так почему я был бы обязан знать о посадке в такой ситуации больше, чем остальные трое? Поэтому если бы я не использовал её [CRM], если бы мы не позволили каждому внести свой вклад, мы бы наверняка не сделали этого.
Оригинальный текст (англ.)…the preparation that paid off for the crew was something … called Cockpit Resource Management…. Up until 1980, we kind of worked on the concept that the captain was THE authority on the aircraft. What he said, goes. And we lost a few airplanes because of that. Sometimes the captain isn't as smart as we thought he was. And we would listen to him, and do what he said, and we wouldn't know what he's talking about. And we had 103 years of flying experience there in the cockpit, trying to get that airplane on the ground, not one minute of which we had actually practiced, any one of us. So why would I know more about getting that airplane on the ground under those conditions than the other three. So if I hadn't used [CRM], if we had not let everybody put their input in, it's a cinch we wouldn't have made it

Такой подход к действиям экипажа получил название «осознанного неподчинения».